# Sonia Calizaya
Sonia Calizaya Huanca (La Paz, Bolivia; 20 de febrero de 1976) es una corredora de maratón de Bolivia. Su mejor marca personal es a la vez récord nacional, 2:45:05, tiempo conseguido en la Maratón de Buenos Aires de 2007.

## Trayectoria
En 1999 conquistó la medalla de bronce en el Campeonato Sudamericano de Atletismo en la especialidad de 10000 metros lisos con un tiempo de 36:17.45, solo por detrás de la colombiana Stella Castro y de la chilena Erika Olivera. Dos años después, en los Juegos Bolivarianos ganó la medalla de plata en los 5000 metros con un tiempo de 17:22.1, por detrás de la ecuatoriana Martha Tenorio. También en ese evento obtuvo la medalla de bronce en los 10000 metros lisos con un tiempo de 36:59.8, por detrás de Tenorio, nuevamente, y de su compatriota Rosa Apaza. Representó a su país en los Juegos Olímpicos de Pekín 2008, compitiendo en la maratón femenina en la cual terminó 59.ª clasificada con un tiempo de 2:45:53. Su entrenador fue Policarpio Calizaya.
También disputó el Campeonato del Mundo de media maratón en 2008, en el cual fue la 46.ª clasificada. Fue directora técnica del Fondo de Inversión al Deporte (FID), en el Viceministerio de Deportes de Bolivia. En noviembre de 2012 venció en la Gran Media Maratón del Sur y a comienzos de 2013 también en la Maratón de La Paz. Ha disputado otras muchas competiciones, como la San Silvestre, que disputó, por ejemplo, en 2002, siendo finalmente vigésima clasificada.

## Palmarés
- Bronce en el Campeonato Sudamericano de Atletismo de Bogotá (1999) en 10 km.
- Plata y bronce en los Campeonatos Bolivarianos de Ecuador (2001 en 5 y 10 mil metros.
- 2 veces campeona del circuito de 10 carreras en Perú (2003 y 2004).
- 2 veces vencedora de la media maratón en Cerro de Pasco, Perú (2000 y 2001).
- Vencedora de la media maratón de Trujillo, Perú (2002).
- Vencedora de la media maratón de Piura, Perú (2003).

### Mejores marcas[11][12]
| Distancia     | Tiempo   | Fecha                  |
| ------------- | -------- | ---------------------- |
| 1500 metros   | 5:08.68  | 25 de mayo de 2012     |
| 5000 metros   | 16:45.42 | 13 de junio de 2008    |
| 10.000 metros | 38:25.13 | 27 de julio de 2002    |
| 10 km en ruta | 35:13    | 5 de enero de 2002     |
| Medio maratón | 1:16:52  | 3 de agosto de 2003    |
| Maratón       | 2:45:05  | 4 de noviembre de 2007 |